# Trichordestra luski
Trichordestra luski là một loài bướm đêm trong họ Noctuidae.